# Дитрих I фон Мандершайд-Кайл
Дитрих I фон Мандершайд-Кайл (на немски: Dietrich I von Manderscheid-Kayl; * 1531 или 1532; † 1577) е граф на Мандершайд, господар на Кайл-Фалкенщайн в Рейнланд-Пфалц.

## Произход
Той е най-големият син на граф Якоб фон Мандершайд, господар на Даун-Вартенщайн-Кайл-Фалкенщайн († 1562), и втората му съпруга баронеса Анна фон Залм († 1557), наследничка на Бетинген, дъщеря на граф Йохан V фон Залм, барон де Вивие († 1505).

## Фамилия
Дитрих I се жени на 14 юли 1561 г. за графиня Анна фон Лайнинген-Вестербург (1535 – 1590), дъщеря на граф Куно II фон Лайнинген-Вестербург (1487 – 1547) и съпругата му Мария фон Щолберг (1507 – 1571), дъщеря на граф Бото цу Щолберг (1467 – 1538) и графиня Анна фон Епщайн-Кьонигщайн (1481 – 1538). Те имат децата:
- Дитрих II фон Мандершайд-Кайл (* 1563 или 1564; † 1613), граф на Мандершайд, господар на Кайл-Фалкенщайн, женен на 12 януари 1592 г. за Анна Амалия фон Мандершайд-Шлайден (* 8 август 1570; † 16 юли 1603), дъщеря на граф Йоахим фон Мандершайд-Нойербург-Вирнебург, господар на Меерфелд-Бетенфелд, губернатор на Люксембург († 1582) и графиня Магдалена фон Насау-Висбаден-Идщайн (1546 – 1604), дъщеря на граф Адолф IV фон Насау-Висбаден-Идщайн
- Йохан Герхард фон Мандершайд-Кайл (* 1565; † 15 февруари 1616), граф на Мандершайд-Кайл
- Йохан Филип фон Мандершайд-Кайл († 1585/1586)